# Sint-Bartholomeus- en Barbarakerk
De Sint-Bartholomeus- en Barbarakerk, soms ook kortweg Bartholomeuskerk genoemd, is de katholieke kerk van Waspik, in de Nederlandse provincie Noord-Brabant. De kerk bevindt zich aan Dorpsplein 37.
Nadat de historische kerk in 1809 definitief aan de hervormden was toegewezen maakten de katholieken nog enige tijd gebruik van hun schuurkerk, alvorens ze in 1840 begonnen met de bouw van een eigen kerk: Een waterstaatskerk in neoclassicistische stijl. Architect was Etienne de Kruijff. De kerk werd ingewijd in 1841.
Het is een driebeukige hallenkerk. Typerend is de ingangspartij, die voorzien is van nissen waarin zich beelden van de heiligen Bartholomeus en Barbara bevinden. Ook is er een Toscaans zuilenportiek met fronton. Opvallend is ook de tekst: Haec est Domus Domini boven de ingang. Het geheel wordt gesierd door een opengewerkt achtkantig torentje.
De kerk heeft een rijk interieur. De preekstoel is van 1841, met beelden van Christus en de Samaritaanse, er is een altaarretabel dat een voorstelling van het Laatste Avondmaal toont, er zijn biechtstoelen, nevenaltaren met beeldengroepen, en gebrandschilderde vensters uit 1950-1951 van de Duits-Nederlands glazenier Max Weiss.
Het orgel dateert van 1846 en werd vervaardigd door François-Bernard Loret.